# Cultura de Belize

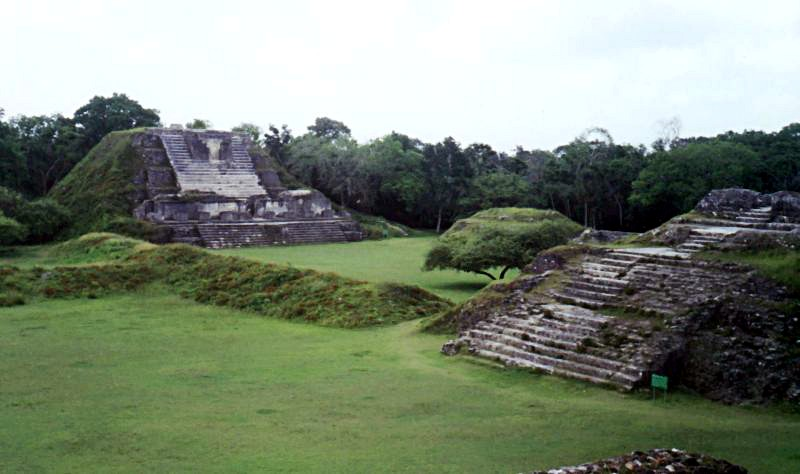
Belize:Altun Ha.

No Belize falam-se as línguas inglesa e espanhola.
O Belize localiza-se a sudeste do México, recebendo influências culturais daquele país.
O Belize é um país predominantemente católico, muitas escolas trazem nome de santos ou referências bíblicas e a educação religiosa faz parte da grade curricular.
A televisão exibe principalmente programação importada, em geral de países do restante do continente americano (do norte, central e do sul).
População de pele parda, há presença de eremitas ricos.
A cidade de Orange Walk se destaca pela produção de laranjas.
A presença de cobras e crocodilos em certos pontos causa a necessidade de construção de casas de palafitas, elevadas sobre bases de marquises de madeira, para proteção. Há esconderijos subterrâneos de proteção contra furacões tropicais.